# Кан Мін Хьок
Кан Мін Хьок (кор. 강민혁, 姜敏赫, Gang Min-hyeok; нар. 28 червня 1991) — південнокорейський музикант, автор пісень і актор. Барабанщик південнокорейського рок-гурту CNBlue.

## Кар'єра

### 2009–тепер: CNBlue

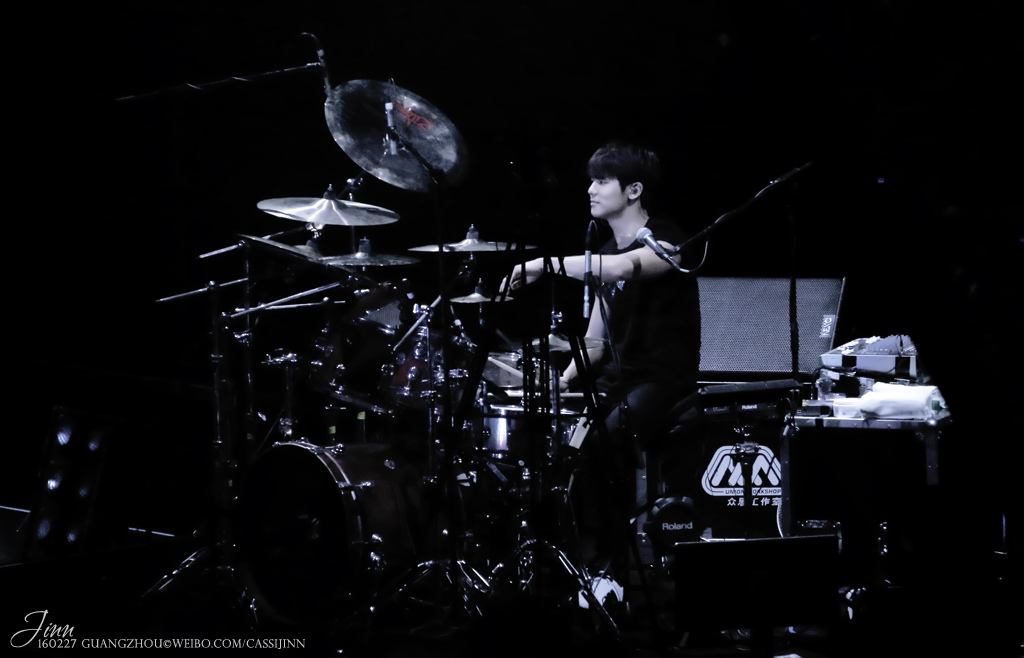
Кан виступає в Гуанчжоу, 2016 рік

Кан увійшов до групи CNBlue у 2009 році. Група дебютувала в Японії з мініальбомом Now or Never 19 серпня 2009 року на інді-лейблі AI Entertainment.
У 2010 році офіційний дебют відбувся в Кореї з мініальбомом Bluetory, а головний сингл «I'm a Loner» став хітом у Кореї.

### 2010–по теперішній час: акторські ролі та сольна діяльність
У 2010 році Кан разом зі своїм колегою розпочав свою акторську кар'єру з фільму «Акустика». Потім він дебютував на малому екрані в драмі SBS «Не бійся, донечка».
У 2011 році Кану була запропонована роль у молодіжній мелодрамі MBC «Струни душі», де він співпрацював з Чон Йон Хваном, ще одим членом CNBLUE. Каном було створено OST для драми «Зірка».
У 2012 році Кан отримав визнання завдяки ролі плейбой у сімейній драмі KBS «Сімейка мого чоловіка». Серіал очолював тижневий рейтинг протягом 25 тижнів поспіль і досяг піку у 45,8 % (TNmS) і 52,3 % (AGB Nielsen), що у 2012 зробило його корейською драмою з найвищим рейтингом.
Кан продовжував набирати популярність після того, як знявся в «Спадкоємцях» (2013), підлітковій драмі за сценарієм Кім Юн Сука. На премії DramaFever Awards 2013, вони разом зі своєю партнеркою Крістал Юнг були визнані найкращою екранною парою.
У 2015 році Кан став активним учасником в реаліті-шоу KBS Brave Family, а також ведучим шоу JTBC Mum is Watching.
У 2016 році після трирічної перерви Кан повернувся на телебачення, де брав участь у музичній драмі SBS Entertainer, за яку він отримав нагороду Excellence Award на SBS Drama Awards. Того ж року він став ведучим музичного шоу KBS Music Bank разом в учасницею гурту Laboum з липня 2016 року по листопад 2016 року.
У 2017 році Кан отримав свою першу головну роль, зігравши лікаря в медичній драмі MBC «Лікарняний шпиталь».
У 2018 році Кан зіграв роль другого плану в комедійному фільмі «Шлюбна гармонія». Драма була знята ще в 2015 році.
У 2019 році Кан випустив два японських сингли «Moontalk» і «On the Cheek» 7 січня і 14 лютого відповідно.
13 березня він випустив альбом, що містив ці два треки.
Після звільнення з армії, на початку 2020 року Кан повернувся до акторської діяльності у романтичній комедійній драмі «Ще немає 30». Прем'єра телесеріалу відбулася на KakaoTV у лютому 2021 року.
У березні 2021 року Кан знявся в романтичному комедійному серіалі MBC «О! Майстер».
У жовтні 2021 року Кан анонсував свій власний YouTube-канал 만취민혁 Hobby Binger.
У вересні 2022 року було оголошено, що Кан проведе фан-зустріч 2022 KANG MIN HYUK FROM CNBLUE «THE PASSION» У БАНГКОКУ 9 жовтня. Проте його відклали.
У жовтні 2022 року було оголошено, що Кан проведе фан-зустріч 4 грудня 2022 KANG MIN HYUK FROM CNBLUE FAN MEETING IN TAIPEI у Тайбеї, Тайвань.
Фан-зустріч відбулася 4 грудня 2022 року.
У 2023 році вийшла нова драма з Каном в головній ролі «Знаменитість».

## Особисте життя

### Обов'язкова військова служба
Кан був зарахований на військову службу 31 липня 2018 року.
Він служив у 55-й дивізії Йон'ін провінції Кьонгі.
Згідно з політикою Міністерства національної оборони, Кана було звільнено 19 березня 2020 року без повернення на базу після відпустки ETS.

## Волонтерство
6 квітня 2019 року повідомлялося, що Кан пожертвував 10 мільйонів вон (~285785.70₴) жертвам лісових пожеж в окрузі Госон і Сокчо в провінції Канвон. За даними Національної асоціації допомоги жертвам катастроф Hope Bridge, пожертвування було використано для відновлення пошкоджених районів.

## Дискографія

### Сингли
| Рік  | Назва                           | Пікові позиції у чартах | Альбом                         |
| Рік  | Назва                           | KOR Gaon                | Альбом                         |
| ---- | ------------------------------- | ----------------------- | ------------------------------ |
| 2010 | «High Fly» (with Lee Jong-hyun) | 102                     | Acoustic OST                   |
| 2011 | «Star»                          | 66                      | Heartstrings OST               |
| 2016 | «I See You»                     |                         | Entertainer OST                |
| 2019 | Moontalk                        |                         | «On the Cheek» Japanese Single |
| 2019 | On the Cheek                    |                         | «On the Cheek» Japanese Single |

## Нагороди і номінації
| Нагорода                              | Рік  | Категорія                                          | Номінант / Робота                         | Результат | Прим.  |
| ------------------------------------- | ---- | -------------------------------------------------- | ----------------------------------------- | --------- | ------ |
| APAN Star Awards                      | 2012 | Rising Star Award                                  | My Husband Got a Family                   | Перемога  | [ 14 ] |
| APAN Star Awards                      | 2016 | Best New Actor                                     | Entertainer                               | Номінація | [ 15 ] |
| Baeksang Arts Awards                  | 2014 | Most Popular Actor (TV)                            | The Heirs                                 | Номінація | [ 16 ] |
| DramaFever Awards                     | 2014 | Best Couple                                        | Kang Min-hyuk with Krystal Jung The Heirs | Перемога  | [ 17 ] |
| KBS Drama Awards                      | 2012 | Best New Actor                                     | My Husband Got a Family                   | Номінація |        |
| Korean Culture & Entertainment Awards | 2012 | Best New Actor (TV)                                | My Husband Got a Family                   | Номінація |        |
| Korea Drama Awards                    | 2012 | Best New Actor                                     | My Husband Got a Family                   | Номінація |        |
| MBC Drama Awards                      | 2017 | Excellence Award, Actor in a Miniseries            | Hospital Ship                             | Номінація | [ 18 ] |
| MBC Drama Awards                      | 2017 | Popularity Award, Actor                            | Hospital Ship                             | Номінація | [ 18 ] |
| MBC Drama Awards                      | 2021 | Excellence Award, Actor in a Miniseries            | Oh My Ladylord                            | Номінація | [ 19 ] |
| SBS Drama Awards                      | 2013 | New Star Award                                     | The Heirs                                 | Перемога  | [ 20 ] |
| SBS Drama Awards                      | 2016 | Excellence Award, Actor in a Romantic Comedy Drama | Entertainer                               | Перемога  | [ 21 ] |